# Mark Medlock
Mark Medlock (Francoforte sul Meno, 9 luglio 1978) è un cantante tedesco.

## Carriera
Ha vinto nel 2007 la quarta edizione del talent show Deutschland sucht den Superstar (DSDS). Nel 2008 è stato premiato con un premio Echo come "miglior esordiente tedesco".

## Discografia

### Album
- Mr. Lonely (2007)
- Dreamcatcher (con Dieter Bohlen) (2007)
- Cloud Dancer (2008)
- Club Tropicana (2009)
- Rainbow's End (2010)
- My World (2011)